# What's Up France ?
What the Fuck France
What's Up France ? est une série télévisée française de format shortcom créée par Paul Taylor. Elle est diffusée depuis le 14 septembre 2017 sur Canal+ tous les jeudis à 20 h 40 dans l'émission Canalbis puis mise en ligne sur le site de partage YouTube le lendemain à midi,.

## Contexte
Le 1er janvier 2016 est mise en ligne sur la chaîne de Robert Hoehn, French Fried TV une vidéo nommée La Bise, où Paul Taylor pointe la stupidité de la bise en France. Cette vidéo est l'adaptation de l'un des sketchs qu'il joue sur scène.
Les équipes de Canal+ commandent alors une série s'inspirant, entre autres, de la structure de La Bise. Vient donc What the Fuck France, qui durera une saison avant de laisser place à What's Up France ?.

## Principe
À chaque début d'épisode, Paul Taylor évoque brièvement une actualité sans lien direct avec le thème de l'épisode, puis présente l'endroit dans lequel il se trouve, et commence à traiter l'actualité de la semaine. Contrairement à What the Fuck France, Paul Taylor s'exprime presque exclusivement en anglais, n'utilisant que rarement le français. Il commente humoristiquement un sujet qui a marqué récemment l'actualité en France, à l'instar de la cigarette électronique ou de l'inimitié d'une frange de la population bordelaise envers les Parisiens.

## Fiche technique
- Titre : What's Up France ?
- Société de production : Studio Bagel Production
- Pays d'origine :  France
- Langue : anglais/français
- Durée : environ 3 minutes
- Réalisateur : Félix Guimard
- Auteurs : Paul Taylor, Louis Dubourg, Amber Minogue, Félix Guimard

## Épisodes
| Numéro | Titre                               | Date de diffusion sur Canal + |
| ------ | ----------------------------------- | ----------------------------- |
| #01    | Trump's On Fire with Pandas         | 14/09/2017                    |
| #02    | Neymar is in Paris for the Olympics | 21/09/2017                    |
| #03    | Kate Middelton's Tit Pics           | 28/09/2017                    |
| #04    | A new Airline called Joon           | 05/10/2017                    |
| #05    | New e-cigarettes laws               | 12/10/2017                    |
| #06    | Sexual Harrassment                  | 19/10/2017                    |
| #07    | Butter Crisis                       | 26/10/2017                    |
| #08    | Bordeaux Vs. Paris                  | 02/11/2017                    |
| #09    | Macron's English Poem               | 09/11/2017                    |
| #10    | Beaujolais Nouveau                  | 16/11/2017                    |
| #11    | Inclusive Writing                   | 23/11/2017                    |
| #12    | Nude Restaurant                     | 30/11/2017                    |
| #13    | Let It Snow                         | 07/12/2017                    |
| #14    | 2017 Recap                          | 14/12/2017                    |